# Better Angels
Better Angels é o décimo segundo episódio da segunda temporada da série de televisão pós-apocalíptica The Walking Dead, que foi exibida originalmente na AMC, nos Estados Unidos e no Canadá, em 11 de março de 2012. No Brasil, o episódio foi exibido originalmente em 13 de março do mesmo ano.
O episódio apresenta uma mudança de atitude entre os membros do grupo, após a morte de Dale Horvath. É marcado pela morte de Shane Walsh (interpretado por Jon Bernthal) e explora as profundezas do comportamento antagônico de Shane, que culminou com o assassinato de Randall (interpretado por Michael Zegen) e, finalmente, um confronto fatal com Rick, onde conhece a sua própria morte prematura. A morte de Dale também influencia o desenvolvimento do personagem Carl Grimes, que mostrou aumento da maturidade para enfrentar a realidade da morte de pessoas próximas a ele e as conseqüências de suas ações. Este crescimento mental é exibido quando ele usa corretamente a arma para matar Shane zumbificado e salvar a vida de Rick Grimes.

## Sinopse
Após a morte de Dale Horvath (Jeffrey DeMunn), o grupo se mostra profundamente coeso. Hershel Greene (Scott Wilson) mostra grande hospitalidade e solidariedade, prolongando a estadia do grupo em sua fazenda até o inverno que se aproxima. Rick Grimes (Andrew Lincoln), refletindo sobre as últimas palavras de Dale - que o grupo está "quebrado" - abandona Randall (Michael Zegen) no celeiro para evitar a execução do garoto. Os sobreviventes começam a coletar suprimentos, também executando os zumbis que estão nas proximidades da fazenda, fixando-se na RV de Dale para se preparar para o próximo inverno. Dadas as atuais condições, com o pântano seco e uma grande quantidade de gado na propriedade, há um aumento do risco de que mais zumbis (ou sobreviventes) apareçam na fazenda.
Um sentimento de culpa toma conta de Carl Grimes (Chandler Riggs), que divulga seu papel nos acontecimentos que envolveram a morte de Dale. Shane Walsh (Jon Bernthal) tem uma séria conversa com Lori Grimes (Sarah Waynne Callies), onde ela expõe todos os seus sentimentos para ele e afirma que ama e quer viver ao lado de seu marido. Lori também afirma ter incerteza, arrependimento e apreço para com Shane, em uma tentativa de mantê-lo integrado ao grupo.
Enquanto Rick consola Carl, Shane leva Randall, que está preso no celeiro, para a floresta, sem o conhecimento de ninguém. Shane luta consigo mesmo para evitar matar Randall ali mesmo no celeiro. Em vez disso, Shane assassina Randall na floresta, fora do acampamento, quebrando seu pescoço. Ele então esmaga intencionalmente seu próprio rosto em uma árvore e esconde sua arma. Ele retorna à fazenda, assim que todos são alertados sobre o desaparecimento de Randall do celeiro.
Shane inventa uma história de que Randall tinha escapado do celeiro, e que agrediu e roubou a arma de Shane. Ele usa sua lesão auto-infligida como prova. Temendo que Randall volte à fazenda, armado, Rick, Shane, Daryl Dixon (Norman Reedus) e Glenn Rhee (Steven Yeun) vão à caça de Randall na floresta. Andrea, Lori, Carl, T-Dog (Irone Singleton) e Carol Peletier (Melissa McBride]]) se refugiam na casa de Hershel, onde estão em segurança. Shane leva Rick a uma direção, enquanto Daryl e Glenn vasculham outra parte da floresta. Glenn e Daryl encontram Randall inexplicavelmente reanimado como um zumbi, e o matam. Eles examinam o corpo de Randall e verificam que não há marcas de mordidas visíveis nele, citando o pescoço quebrado como a causa da morte. Enquanto voltam para a fazenda, ambos expressam confusão sobre como Randall tornou-se um zumbi.
Em outros lugares, Shane desconfiado leva Rick ainda mais longe da floresta, mas Rick descobre a manobra assassina de Shane. Shane deixa cair sua fachada antes de tirar a arma para Rick. Rick se recusa a se envolver em atrito com Shane, desafiando-o a matar um homem desarmado. Rick negocia com Shane, a fim de chegar perto dele e esfaqueá-lo quando ele abaixa a guarda. Ele culpa Shane pela crise que está vivendo em seu casamento com Lori, além de sua infidelidade em relação à amizade entre os dois. Rick e Shane entram em discordância, e Rick mata Shane. Rick observa o corpo de Shane, enquanto ele reanima como zumbi. Carl chega no momento e, inicialmente, parece estar apontando a arma para seu pai, após ele matar Shane. Rick protesta que não é o que parece, mas Carl dispara, a direita após seu pai, no cadáver reanimado de Shane. Sem o conhecimento deles, o tiro de espingarda de Carl atrai a atenção de uma multidão de zumbis nas matas próximas, que começam a avançar sobre a fazenda.

## Recepção
Zack handlen, do The A.V. Club, classificou o episódio com uma nota A-, em uma escala de A a F. Eric Goldman, do IGN, deu ao episódio a nota 8,5, em uma escala de 0 a 10.
Após a sua primeira transmissão, em 11 de março de 2012, Better Angels foi assistido por cerca de 6 890 000 de espectadores, um pouco acima do episódio anterior.